# 高等法院5432/03
高等法院5432/03（こうとうほういん5432/03、HCJ 5432/03、Israeli Movement for Equal Representation of Women v. Council for Cable TV and Satellite Broadcasting ）は、ポルノグラフィにおける表現の自由に関してイスラエル最高裁判所が扱った事件。

## 概要
この事件では、プレイボーイチャンネルに放送許可を与えた当局と、その放送が人または人の一部を性的対象として描写しており、女性の感情を害するとして放送許可の取り消しを求めた市民団体が争った。2004年3月3日、イスラエル最高裁判所は、たとえポルノグラフィであっても基本法上の自由原則の保護を受ける権利があると判示し、市民団体の訴えを退けた。多数意見はダリア・ドルナーを中心に起草された。